# Мернейт
Мернейт (Меретнейт) («Быть любимой (Mrj.t) Нейт (Nj.t)») — царица из I династии Раннего царства Древнего Египта, имевшая титулы «первая из дам» и «мать царя», одна из первых достоверно известных правительниц (после Нейтхотеп, Има-Иб и Хентхаб) в мировой истории.

## Биография
Историки предполагают, что Мернейт была женой Джета или Джера. Мернейт была регентшей при своём малолетнем сыне Дене, поэтому она иногда считается первой правившей царицей в истории. Однако существуют также исследователи, считающие Мернейт дочерью царя Джера, которому она наследовала и некоторое время правила самостоятельно в качестве первой женщины-фараона. Подтверждением этому является написание имени царицы в царском картуше на двух внушительных стелах её гробницы в Абидосе. По мнению Джоан Флетчер, Мернейт «не только была искушена в государственных делах, но и распоряжалась всеми финансами».

## Погребальные комплексы

План гробницы Мернейт в Абидосе

О её правлении свидетельствуют погребальные комплексы в Абидосе и Саккаре. В Саккаре расположена мастаба размером 16 x 42 метра с многочисленными упоминаниями Мернейт, в том числе включёнными в серех. Гробница Мернейт в Абидосе расположена в некрополе Умм эль-Кааб, где похоронены и остальные правители I династии. Вместе с ней было похоронено около 20 людей (подобная практика в целом характерна для начала периода Раннего царства). Неизвестно, были ли они убиты после смерти царицы или умерли естественной смертью и пожелали быть похороненными рядом с ней. Кроме того, в гробнице находилась солярная (солнечная) барка, предназначенная для путешествия с богом Солнца по загробному миру.
Гробница Мернейт была обнаружена и исследована британским археологом Уильямом Флиндерсом Питри в 1900 году. Изначально считалось, что захоронение принадлежало ранее не известному фараону, так сам Питри писал о «стелах царя Мернейт».